# Louise Brealey
Louise Brealey (Bozeat, 27 maart 1979) is een Britse actrice, filmproducente, scenarioschrijfster, schrijfster en journaliste.

## Biografie
Brealey doorliep de middelbare school aan de Kimbolton School in Kimbolton, en hierna studeerde zij af in geschiedenis aan de Universiteit van Cambridge. Acteren leerde zij aan de Lee Strasberg Theatre and Film Institute in Manhattan (New York).
Brealey begon in 2002 met een rol in de televisieserie Casualty waar zij als Roxanne Bird in 95 afleveringen speelde. Hierna speelde zij nog meerdere rollen in televisieseries en films.
Brealey heeft sinds haar tienerjaren geschreven voor films, kunst en muziek. Tevens heeft zij artikelen geschreven voor de volgende tijdschriften: Premiere UK, Empire, Sky Magazine, The Face, Neon en Total Film. Zij is de editor van het boek Anarchy and Alchemy: The Films of Alejandro Jodorowsky dat in 2007 uitkwam.

## Filmografie

### Films
Uitgezonderd korte films.
- 2023 Chuck Chuck Baby - als Helen
- 2022 Brian and Charles - als Hazel
- 2015 Victor Frankenstein - als sexy verenigingsmeisje
- 2015 Containment - als Sally
- 2013 Delicious - als Stella
- 2011 The Best Exotic Marigold Hotel - als kapster
- 2010 Reuniting the Rubins - als Miri Rubins
- 2007 Green - als Abi
- 2005 The English Harem - als Suzy

### Televisieseries
Uitgezonderd eenmalige gastoptredens.
- 2023 Such Brave Girls - als Deb - 6 afl.
- 2023 Lockwood & Co. - als amela Joplin - 4 afl.
- 2017-2021 Back - als Cass - 12 afl.
- 2020 Exile - als Sarah Hargreaves - 10 afl.
- 2019 The Widow - als Beatrix - 5 afl.
- 2018 A Discovery of Witches - als Gillian Chamberlain - 6 afl.
- 2017 Clique - als Jude McDermid - 6 afl.
- 2010-2017 Sherlock - als Molly Hooper - 13 afl.
- 2014 Ripper Street - als dr. Amelia Frayn - 7 afl.
- 2012 The Charles Dickens Show - als Nelly Trent - 2 afl.
- 2006 Mayo - als Harriet 'Anorak' Tate - 8 afl.
- 2005 Bleak House - als Judy - 8 afl.
- 2002-2004 Casualty - als Roxanne Bird - 95 afl.

### Filmproducente/Scenarioschrijfster
- 2012 The Charles Dickens Show - televisieserie - 4 afl.

- Gemeinsame Normdatei: 1253360359
- International Standard Name Identifier: 0000 0004 2756 4658
- Library of Congress Control Number: no2008098278
- MusicBrainz: 00fe1d64-caf0-47b0-af1d-62675eafc506
- Système universitaire de documentation: 191550523
- Virtual International Authority File: 78593861
- WorldCat: E39PBJf8xrBtm4bR9tF7pxJCcP